# Орта-ді-Ателла
Орта-ді-Ателла (італ. Orta di Atella) — муніципалітет в Італії, у регіоні Кампанія,  провінція Казерта.
Орта-ді-Ателла розташована на відстані близько 185 км на південний схід від Рима, 15 км на північ від Неаполя, 13 км на південний захід від Казерти.
Населення — 26 997 осіб (2014).
Покровитель — San Massimo.

## Демографія
Населення за роками:

Станом на 1 січня 2023 року в муніципалітеті офіційно проживали 733 іноземці з 46 країн, серед них 80 громадян країн Євросоюзу та 114 громадян України.

## Сусідні муніципалітети
- Кайвано
- Криспано
- Фраттаміноре
- Марчанізе
- Сант'Арпіно
- Суччиво